# أجوستين مارتينيث
أجوستين مارتينيث (بالإنجليزية: Agustín Martínez)‏‏ (1975 في لورقة، مرسية - ) كاتب، وكاتب سيناريو، وروائي، وكاتب تلفزيوني من إسبانيا.

## الجوائز
- جائزة بلانيتا[6]